# Коллиер, Нафиса
Нафиса Коллиер (англ. Napheesa Collier; род. 23 сентября 1996 года в Джефферсон-Сити, штат Миссури, США) — американская профессиональная баскетболистка, выступающая за команду женской национальной баскетбольной ассоциации «Миннесота Линкс», которой и была выбрана на драфте ВНБА 2019 года в первом раунде под шестым номером. Играет на позиции тяжёлого форварда.
В составе национальной сборной США она выиграла Олимпийские игры 2020 года в Токио и 2024 года в Париже, а также чемпионат Америки 2019 года в Сан-Хуане.

## Ранние годы
Нафиса родилась 23 сентября 1996 года в городе Джефферсон-Сити (штат Миссури) в семье Гамаля и Сары Коллиер, у неё есть брат, Кай, и сестра, Ванза. Училась она сначала там же в одноимённой средней школе, а затем в академии Инкарнейт-Уорд в городе Бель-Нор (штат Миссури), в которых выступала за местные баскетбольные команды.